# Charles Fosset
Charles Fosset – detto Lolo – (Montigny-lès-Metz, 25 febbraio 1910 – Jarny, 12 dicembre 1989) è stato un allenatore di calcio e calciatore francese, di ruolo centrocampista.
Considerato la prima bandiera del Metz, Fosset vi giocò per tutta la sua carriera, dalla prima partita professionistica ufficiale, nel 1932, fino al 1939, sfiorando la vittoria della Coppa di Francia nel 1938. In seguito, negli anni '40 fu anche allenatore della formazione granata. Fosset ebbe inoltre una breve esperienza con la nazionale francese, da cui fu però escluso a causa dell'astio che molti francesi ancora provavano nei confronti di chi, come lui, era nato in una zona all'epoca appartenente all'Impero tedesco.

## Biografia
Charles Fosset nacque il 25 febbraio 1910 a Montigny-lès-Metz, nella regione della Lorena, a poca distanza dal capoluogo Metz. All'epoca l'intera regione faceva parte della Germania, e per questo alla nascita Fosset venne chiamato Karl. Negli anni cambiò più volte il suo nome, passando dalla pronuncia tedesca a quella francese (Charles) a causa della turbolenta situazione politica della sua regione, contesa tra Francia e Germania. Per via della sua condizione di francese nato in un territorio all'epoca appartenente alla Germania, a seguito del primo conflitto mondiale, quando l'Alsazia-Lorena tornò ad essere francese, Fosset, come molti altri giocatori nati nei territori dell'Alsazia-Lorena, dispregiativamente chiamati Boche (un termine offensivo usato per indicare una persona di origine tedesca), fu vittima dell'ostracismo di parte della società francese, cosa che gli costò anche il posto nella nazionale transalpina.
La Seconda guerra mondiale marcò la sua vita sia dal punto di vista professionale che personale: se infatti al termine del conflitto Fosset abbandonò definitivamente il calcio giocato, durante la guerra egli soffrì la perdita della moglie e di un figlio, e lui stesso rimase gravemente ferito alla testa nel 1944, nel corso della battaglia di Mey.
Dopo due brevi parentesi come allenatore del Metz negli anni '40, stanco della persistente ostilità ricevuta e deluso da come il calcio era cambiato con l'avvento del professionismo, Fosset si concentrò sul calcio amatoriale, fondando nel 1958 nella sua città natale il Cercle Jeanne-d’Arc.
Charles Fosset morì a Jarny il 12 dicembre 1989, all'età di 79 anni.

## Caratteristiche tecniche
Fosset giocò come centromediano, un ruolo assimilabile per caratteristiche a quelli moderni di mezzala e trequartista. Molto abile nel colpo di testa, Fosset ebbe anche discrete doti di realizzatore.

## Carriera

### Calciatore

#### Club
Fosset giocò nel Football Club de Metz sin dal 1932, ossia dalla prima stagione in cui il club, fino ad allora semiprofessionistico e noto col nome di Cercle Athlétique Messin, ottenne lo status professionistico, adottando la denominazione attuale e ottenendo il diritto di partecipare al primo campionato di massima divisione francese.
Malgrado il riconoscimento della condizione di professionisti e la conseguente remunerazione ricevuta dal club, Fosset, come molti altri compagni di squadra, continuò ad esercitare un altro mestiere fuori dal campo, quello di aggiustatore presso la base aerea militare di Metz-Frescaty, al punto che per poter essere presente alle partite doveva spesso richiedere dei permessi al lavoro.
Nonostante questa situazione, egli si impose rapidamente come elemento chiave della squadra, che però concluse la sua prima stagione professionistica con una retrocessione in seconda divisione. In seconda divisione il Metz rimase per due stagioni: dopo aver concluso la Division 2 1933-1934 al 5º posto, l'anno successivo il Metz fu promosso vincendo il campionato. Nel corso dei due campionati in seconda divisione Fosset si mise in mostra per le sue abilità realizzative, segnando 20 gol in due anni e divenendo il bomber della squadra nella stagione 1933-1934.
Nei 4 anni successivi in cui giocò al Metz, il club riuscì a mantenersi in prima divisione ottenendo discreti risultati: nella stagione 1935-1936 terminò 11º, mentre l'anno seguente concluse al 7º, a soli 6 punti dal Marsiglia campione. E proprio col Marsiglia si verificarono due episodi importanti della storia del Metz, che coinvolsero in prima persona Fosset. Il primo episodio avvenne il 27 dicembre 1936, durante la trasferta del Metz contro il Marsiglia. Nell'occasione Fosset, infortunato, sedette in tribuna accanto al presidente del Metz Raymond Herlory. Durante la partita i due furono vittime di insulti razzisti antitedeschi da parte dei tifosi del Marsiglia, che ritenevano erroneamente che i colori sociali del Metz (che all'epoca erano il bianco e il nero, in omaggio allo stemma della città) fossero un omaggio all'antica appartenenza di Metz alla Germania. A seguito di questo episodio, Fosset ed il compagno di squadra Marcel Marchal proposero al presidente Herlory di cambiare i colori sociali, adottando il granata che era stato il colore del Cercle Athlétique Messin.
Il secondo episodio si verificò invece l'8 maggio 1938: quell'anno il Metz concluse il campionato all'11º posto, ma in Coppa di Francia i granata raggiunsero la finale, dove affrontarono il Marsiglia. La partita, giocatasi a Parigi al Parco dei Principi, fu viziata dagli errori dell'arbitro Charles Munsch, il quale prima fischiò e poi tolse un rigore netto al Metz per tocco di mano di un giocatore marsigliese in area di rigore, e poi nei tempi supplementari (i tempi regolamentari si erano conclusi 1-1) convalidò il gol della vittoria del Marsiglia a due minuti dalla fine, nonostante il tiro fosse stato respinto da Fosset sulla linea di porta. I giornali dell'epoca criticarono fortemente la conduzione dell'arbitro, ed addirittura il pubblico parigino presente quel giorno allo stadio, in polemica con l'arbitraggio, arrivò a lanciare in campo i cuscini su cui i tifosi sedevano. Lo stesso Fosset giurò per tutta la vita di aver respinto quel pallone prima che varcasse la linea di porta, rammaricandosi per non essere mai stato creduto.
L'ultima stagione da professionista di Fosset fu anche l'ultima prima dello scoppio della seconda guerra mondiale: il Metz concluse all'8º posto, ma Fosset giocò solo 4 partite con i granata. Con lo scoppio della guerra il Metz ridusse le sue attività, giocando solo alcune amichevoli, e quando i territori dell'Alsazia-Lorena furono occupati dalla Germania nel 1940, il Metz perse il suo status professionistico, venendo ribattezzato Fußball Verein Metz ed entrando a far parte del campionato tedesco. Fosset fu tra i pochi che continuarono a giocare col Metz, militante nella Gauliga Südwest/Mainhessen, il campionato regionale a cui la Lorena occupata partecipava. Il club concluse per 3 anni di fila il campionato al 2º posto.
L'esperienza tedesca fu l'ultima di Fosset, che terminata la guerra non riprese più a giocare a calcio.

#### Nazionale
L'esperienza con la nazionale francese di Fosset fu molto breve ed influenzata negativamente dalla situazione politica dell'epoca. Nel 1937 ricevette infatti le sue uniche due convocazioni in nazionale, ma la sua presenza non venne apprezzata a causa delle sue origini tedesche, al punto che dopo la sua convocazione, alcuni giornali pubblicarono titoli critici ed offensivi nei confronti suoi e di un altro giocatore lorenese. Fu proprio a causa di questo astio che Fosset venne poi escluso dalla Nazionale, come lui stesso ebbe a dichiarare anni dopo.

### Allenatore
Subito dopo la fine della guerra, Fosset ricevette la richiesta del presidente del Metz Raymond Herlory di collaborare alla ricostituzione della squadra assumendo il ruolo di allenatore. Fosset, rimasto sempre legato al club granata, accettò di ricoprire l'incarico gratuitamente. La situazione del Metz si rivelò però precaria: mancavano divise, attrezzature, palloni, e persino lo stadio era stato inondato dagli occupanti tedeschi. Inoltre, anche gli spostamenti per le trasferte erano difficili. Nella stagione 1944-1945 però il Metz non prese parte ad alcun campionato, ma giocò solo delle amichevoli. Il primo match ufficiale fu solo nel maggio 1945 contro il Marsiglia, nell'ambito della Coppa della Liberazione, partita che il Metz vinse.
Dopo questa prima breve esperienza, Fosset fu di nuovo alla guida del Metz dal 1947 al 1949, in sostituzione di Ted Maghner. Malgrado le molteplici difficoltà, tra le quali la morte del bomber Gustave Kemp in un incidente stradale, Fosset riuscì per due volte a garantire la permanenza del Metz in prima divisione.

### Dirigente
A partire dagli anni '50 Fosset decise di allontanarsi dal mondo del calcio professionistico: per uno come lui, abituato ad un calcio diverso, in cui i palloni erano fatti di stracci ed i giocatori non sempre erano pagati, vedere come la mentalità era cambiata ed i giocatori erano meno legati a valori per lui fondamentali come l'impegno e la dedizione fu una delusione. Per questa ragione, Fosset fondò nella sua città natale una squadra di calcio, il Cercle Jeanne-d’Arc, allo scopo di consacrare il resto della sua vita al calcio che più amava, quello amatoriale. Pur essendone il fondatore però, Fosset rifiutò sempre il ruolo di presidente, poiché non apprezzava ricevere questo tipo di onori.

## Statistiche

### Presenze e reti nei club
| Stagione    | Squadra     | Campionato  | Campionato | Campionato | Coppe nazionali | Coppe nazionali | Coppe nazionali | Coppe continentali | Coppe continentali | Coppe continentali | Altre coppe | Altre coppe | Altre coppe | Totale | Totale |
| Stagione    | Squadra     | Comp        | Pres       | Reti       | Comp            | Pres            | Reti            | Comp               | Pres               | Reti               | Comp        | Pres        | Reti        | Pres   | Reti   |
| ----------- | ----------- | ----------- | ---------- | ---------- | --------------- | --------------- | --------------- | ------------------ | ------------------ | ------------------ | ----------- | ----------- | ----------- | ------ | ------ |
| 1932-1933   | Metz        | D1          | 18         | 5          | CF              | 5               | 2               | -                  | -                  | -                  | -           | -           | -           | 23     | 7      |
| 1933-1934   | Metz        | D2          | 25         | 12         | CF              | 4               | 5               | -                  | -                  | -                  | -           | -           | -           | 29     | 17     |
| 1934-1935   | Metz        | D2          | 28         | 3          | CF              | 6               | 0               | -                  | -                  | -                  | -           | -           | -           | 34     | 3      |
| 1935-1936   | Metz        | D1          | 20         | 1          | CF              | 2               | 0               | -                  | -                  | -                  | -           | -           | -           | 22     | 1      |
| 1936-1937   | Metz        | D1          | 16         | 1          | CF              | 2               | 1               | -                  | -                  | -                  | -           | -           | -           | 18     | 2      |
| 1937-1938   | Metz        | D1          | 25         | 0          | CF              | 7               | 0               | -                  | -                  | -                  | -           | -           | -           | 32     | 0      |
| 1938-1939   | Metz        | D1          | 0          | 0          | CF              | 4               | 0               | -                  | -                  | -                  | -           | -           | -           | 4      | 0      |
| Totale Metz | Totale Metz | Totale Metz | 132        | 22         |                 | 30              | 8               |                    | -                  | -                  |             | -           | -           | 162    | 30     |

### Cronologia presenze e reti in Nazionale
| Cronologia completa delle presenze e delle reti in nazionale ― Francia | Cronologia completa delle presenze e delle reti in nazionale ― Francia | Cronologia completa delle presenze e delle reti in nazionale ― Francia | Cronologia completa delle presenze e delle reti in nazionale ― Francia | Cronologia completa delle presenze e delle reti in nazionale ― Francia | Cronologia completa delle presenze e delle reti in nazionale ― Francia | Cronologia completa delle presenze e delle reti in nazionale ― Francia | Cronologia completa delle presenze e delle reti in nazionale ― Francia |
| Data                                                                   | Città                                                                  | In casa                                                                | Risultato                                                              | Ospiti                                                                 | Competizione                                                           | Reti                                                                   | Note                                                                   |
| ---------------------------------------------------------------------- | ---------------------------------------------------------------------- | ---------------------------------------------------------------------- | ---------------------------------------------------------------------- | ---------------------------------------------------------------------- | ---------------------------------------------------------------------- | ---------------------------------------------------------------------- | ---------------------------------------------------------------------- |
| 31-10-1937                                                             | Amsterdam                                                              | Paesi Bassi                                                            | 2 – 3                                                                  | Francia                                                                | Amichevole                                                             | -                                                                      |                                                                        |
| 5-12-1937                                                              | Parigi                                                                 | Francia                                                                | 0 – 0                                                                  | Italia                                                                 | Amichevole                                                             | -                                                                      |                                                                        |
| Totale                                                                 |                                                                        | Presenze                                                               | 2                                                                      |                                                                        | Reti                                                                   | 0                                                                      |                                                                        |

## Palmarès

### Giocatore

#### Competizioni nazionali

##### Giocatore
- Division 2: 1

Metz: 1934-1935